# Borcz
Borcz is een plaats in het Poolse district  Kartuski, woiwodschap Pommeren. De plaats maakt deel uit van de gemeente Somonino en telt 510 inwoners.
In mei 2012 vond hier het eerste Kasjoebische Ambachtenfestival plaats.